# Oberhambach (Gunzenhausen)

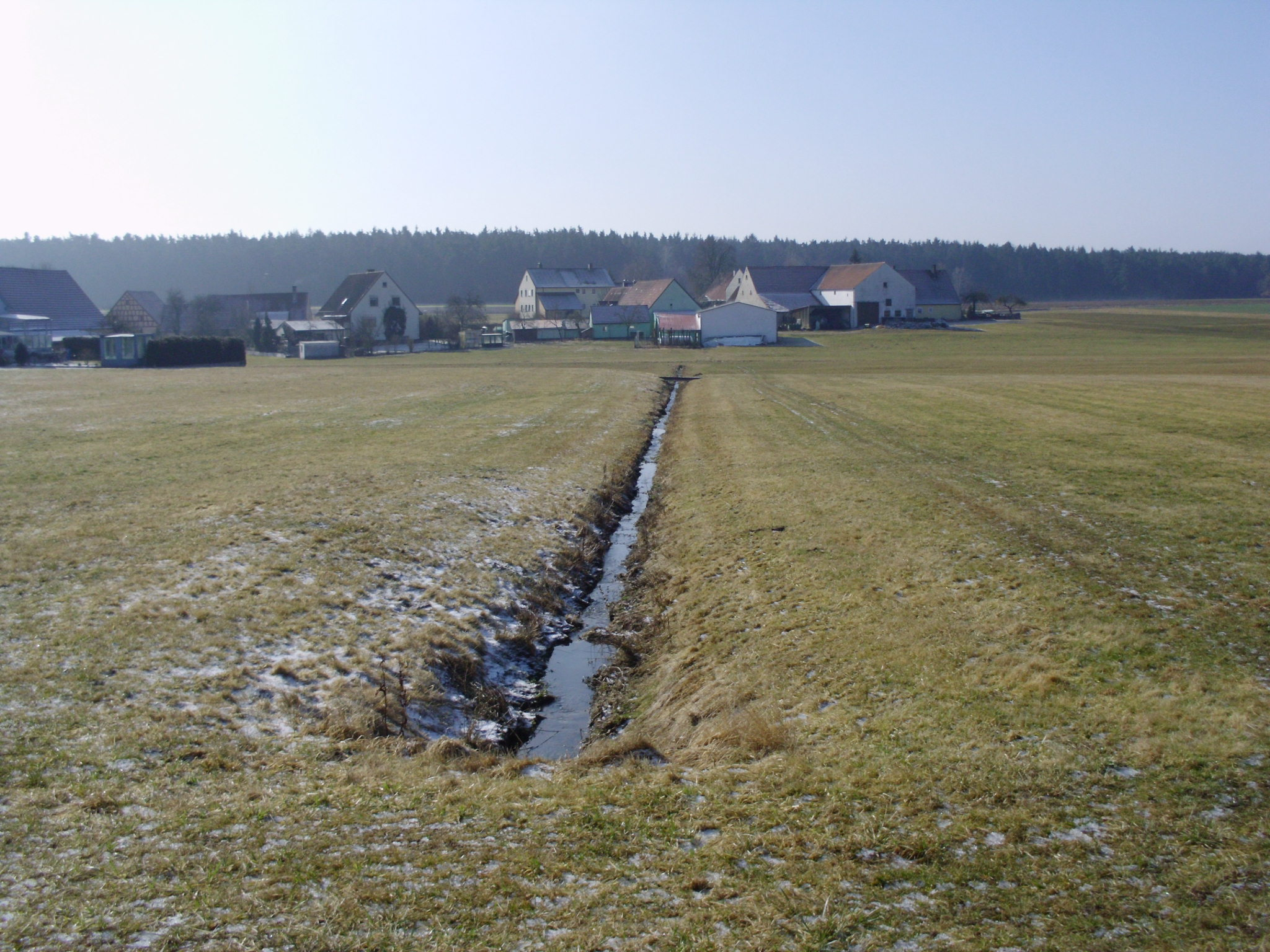
Oberhambach

Oberhambach ist ein Gemeindeteil der Stadt Gunzenhausen im Landkreis Weißenburg-Gunzenhausen (Mittelfranken, Bayern). Oberhambach liegt in der Gemarkung Streudorf.

## Lage
Das Dorf liegt am Oberlauf des Hambaches, eines linken Nebenflusses des Wurmbaches, westlich des südlichen Altmühlsees und westlich der Kreisstraße WUG 24, von der eine Gemeindeverbindungsstraße zu dem Ort abzweigt, die weiter nach Kleinlellenfeld führt. Von Gunzenhausen ist Oberhambach 5,2 km entfernt. Landschaftlich liegt das Dorf am Rand des größten zusammenhängenden Waldstücks Mittelfrankens, der Heide. Der Hambach, ein linker Nebenfluss des Wurmbaches fließt hindurch.

## Ortsname
Der Ortsname, der in seiner älteren Form auf „Obern Habenbach“ lautet, lässt sich als Siedlung eines Habo am Bach deuten; das Wort „Ober-“ bezieht sich auf den Oberlauf des Baches. Eine andere Deutung spricht von einer Siedlung am Habernbach, am Bach, wo wilder Hafer wächst.

## Geschichte
Dieser Abschnitt folgt größtenteils R. Schuh, S. 119f.

### Älteste Nennungen
Ein Salbuch des Stiftes Herrieden von 1288 führt zwei Lehen in „Habenbach“ an. Eine Urkunde aus der Zeit um 1300 bis 1364 gibt die Kunde, dass der Bischof von Eichstätt zwei Güter bei „Habenpach“, wahrscheinlich Oberhambach, dem Schenk von Arberg zu Lehen gibt. Ein Eichstätter Lehenbuch, das 1384 angelegt wurde, zeigt, dass Rüdiger Schenk von Arberg vom Bischof von Eichstätt 1 Haus zu „Obern Habenbach“ zu Lehen hat. Nach diesem Lehenbuch hatte auch Hans von Cronheim ein bischöfliches Gut in „Obern Hapenbach“  zu Lehen.

### 15. bis 18. Jahrhundert
1407 wird berichtet, dass 3 ganze und 1 halbes Gut zu „Habenbach“ Abgaben an das bischöfliche Amt Arberg-Ornbau zu leisten haben. Mitte des 15. Jahrhunderts hat in „Obern Habenpach“ Wilhelm von Cronheim ein bischöfliches Lehensgut inne. In der 2. Hälfte des 15. Jahrhunderts wird „Obrenhabenbach“ als zur Pfarrei Großlellenfeld gehörend bezeichnet. 1465 hat Hans von Cronheim, 1497 Martin von Cronheim 1 Lehen zu „Oberhabenpach“ inne; die von Cronheim werden in der Folgezeit noch mehrmals als bischöfliche Leheninhaber in Oberhambach bezeugt. 1514 leistet 1 Gut zu „Obernhabenpach“ Abgaben an die Ritter von Eyb auf Gut Sommersdorf. Um 1525 gehen Abgaben von etlichen Reutwiesen an das markgräfliche Amt Wald und von 4 Hintersassen „zu Habenbach“ an das bischöfliche Amt Ornbau, das von der Reformation unberührt blieb. Allerdings beteiligten sich auch (Ober-)Hambacher Bauern an den Bauernaufständen, die in der Region am 7. Mai 1525 niedergeschlagen wurden. 1560 erlischt das Geschlecht der Cronheimer mit Hans Georg von Cronheim; nunmehr ist der mit seiner Witwe Barbara verheiratete Matthias von Leonrod bischöflicher Lehensinhaber in „Oberhabenbach“, 1580 Sebastian der Jüngere Neustetter (auch Neustätter), genannt Stürmer, Schwiegersohn und Erbe der Barbara. Er verkauft 1595 das ererbte Schloss Cronheim mit Zugehörungen, darunter auch seine Untertanen zu „Vnter vnd Ober Habenbach“, an seinen Schwager Friedrich von Eyb zu Eybburg.
Laut dem 16-Punkte-Bericht von 1616 gehören 3 Güter des Weilers dem ansbachisch-markgräflichen Vogtamt Merkendorf. Sechs Jahre später erwarb der Eichstätter Bischof für das Hochstift 5 „Mannschaften“, d. h. Untertanen in Oberhabenbach. 1628 gibt der Eichstätter Bischof 1 Lehen zu „Oberhabenbach“ an Graf Nikolaus Fugger von Nordendorf. 1665 besteht der Ort aus 8 Untertanen, je 2 zum Amt Merkendorf und zu den Rietern von Kornburg (Maria Blandina von Eyb hatte diese 1616 als Heiratsgut in die Rieterfamilie eingebracht). 4 Untertanen gehörten zum eichstättischen Amt Arberg-Ornbau, das auch die Gemeindeherrschaft innehatte. Mit dem Dreißigjährigen Krieg ging der Eichstätter Bischof 1 Untertan-Anwesen in Oberhambach verlustig und hatte 1665 nur noch 3 Untertanen im Dorf. 1698 kommen durch Verkauf die Kornburger Untertanen an den markgräflichen Stadtvogt Johann Georg Melführer zu Gunzenhausen.
1732 werden die grundherrlichen Besitzverhältnisse wie folgt angegeben: 2 Untertanen sind dem Kastenamt Gunzenhausen, 3 Untertanen dem Amt Merkendorf, 4 Untertanen dem Amt Ornbau zinspflichtig; außerdem gibt es 1 (gültenfreies) Hirtenhaus. Wer evangelischen Glaubens ist, gehört zur Pfarrei Wald, die Katholiken zur Pfarrei Großlellenfeld; letztere erhält auch den großen und kleinen Zehent Oberhambachs. Die Vogtei und die Hohe Gerichtsbarkeit liegt beim markgräflichen Oberamt Gunzenhausen; die Markgrafen hatten sich schon 1537 über den Verlauf ihres Hochgerichtsbereiches mit dem Eichstätter Bischof verständigt. wobei Habenbach hochgerichtlich aus dem bischöflichen Amt Arberg-Ornbau zugunsten der Markgrafen herausgelöst wurde.

### Von Preußen nach Bayern
1792 wurde das Dorf mit dem Fürstentum Brandenburg-Ansbach preußisch, wodurch sich aber an den grundherrlichen Verhältnissen nichts änderte. 1801 waren von den 9 Untertanen von Oberhabenbach/Oberhambach fünf ansbachisch und 4 eichstättisch, letztere samt der Gemeindeherrschaft zum Pfleg- und Kastenamt Arberg-Ornbau gehörend. Infolge der Säkularisation des Eichstätter Hochstifts wurden die 4 eichstättischen Güter Oberhambachs im November 1802 zwar bayerisch, aber Bayern tauschte diese mit Preußen. Vier Jahre später, am 1. Januar 1806, wurde der Ort endgültig bayerisch. Er bildete ab 1808 mit Streudorf und dem Weiler Höhberg eine Ruralgemeinde im Steuerdistrikt Wald im Landgericht und Rentamtsbezirk Gunzenhausen. 1811 gehörten die drei Orte zur Ruralgemeinde Wald.
Im Rahmen des Zweiten Gemeindeedikt (1818) entstand die Ruralgemeinde Streudorf, zu der Oberhambach, Höhberg gehörten. des ebenfalls neuen Rezatkreises. 1820 bestand das Dorf aus 11 „Feuerstellen“ (Haushalte). 1846 zählte man im „katholischen Weiler Oberhambach“  10 Häuser mit 10 Familien und 53 „Seelen“. Daran änderte sich auch im 20. Jahrhundert nur wenig: 1950 zählte man in 12 Anwesen 66 Personen.
1937 wurde der Ortsführer von Oberhambach namens Roth nach einer Denunziation als „unverbesserlicher Volksverräter“ abgesetzt; er hatte einem Juden einen Wagen Brennholz zukommen lassen. Den von der NSDAP vorgeschlagenen Parteigenossen als Nachfolger lehnte der Gemeinderat von Streudorf zunächst ab und versuchte, einen anderen Oberhambacher zum Ortsführer zu bestellen; man musste aber nachgeben, da gedroht wurde, den Ortsführer für Oberhambach überhaupt abzuschaffen.
Im Zuge der Gebietsreform in Bayern wurde die Gemeinde Streudorf mit Höhberg und Oberhambach am 1. April 1971 nach Gunzenhausen eingemeindet und kam damit am 1. Juli 1972 in den neuen Landkreis Weißenburg-Gunzenhausen, zunächst unter dem Namen Landkreis Weißenburg in Bayern.
1961 zählte man in den 11 Wohngebäuden Oberhambachs 44 Einwohner. 1964 wurde die Gemeindeverbindungsstraße Streudorf – Oberhambach ausgebaut.

## Sonstiges
Nahe der Ortschaft gibt es einen Reiterhof. Westlich der Verbindungsstraße Oberhambach – Unterhambach steht ein Sühnekreuz.